# Arboretum de Ripaille
Pour les articles homonymes, voir Ripaille.
L'arboretum de Ripaille est un arboretum situé dans la Forêt de Ripaille, à Thonon-les-Bains en Haute-Savoie, dans la région Rhône-Alpes, en France.

## Situation
Dans la forêt de Ripaille, le domaine de Ripaille est un site historique classé de 130 hectares qui comprend la vieille chênaie de 53 hectares qui fut domaine de chasse des Comtes de Savoie, le Mémorial National des Justes de France, édifié en 1997 en l'honneur des hommes et des femmes qui ont sauvé des juifs durant la seconde guerre mondiale et l'arboretum sylvetum créé par André Necker, en 1930 sur 19 hectares.
Un mur ancien entoure le site, la futaie de chênes-rouvres coupée d'allées, une des plus grandes héronnières de France et l'arboretum.

## Composition
L'arboretum a été créé par André Engel. 
La collection d'arbres, plantés de 1930 à 1934 sur 19 hectares, se compose de 58 essences différentes. 
Le but était d'expérimenter les possibilités d'acclimatation à la région. La majorité des espèces sont exotiques.
Certaines espèces, comme le sapin de Douglas d'Amérique du Nord, ont montré une remarquable adaptation.

## Visite
La forêt de Ripaille et l'arboretum sont ouverts au public tous les jours sauf le lundi et durant le mois de décembre.